# Вигоряння
У ядерно-енергетичних технологіях вигоряння (також відоме як використання палива) є мірою того, скільки енергії витягується з основного джерела ядерного палива. Він вимірюється як частка атомів палива, які зазнали поділу, у %FIMA (поділ на початковий атом металу) або %FIFA (поділ на початковий атом, що поділився), а також, переважно, фактична енергія, що виділяється на масу початкового палива в гігават-днях/ метричній тонні важкого металу (GWd/tHM) або аналогічних одиницях.

## Заходи вигоряння
Виражається у відсотках: якщо 5% початкових атомів важкого металу зазнали поділу, вигорання становить 5% FIMA. Якщо ці 5% складали загальну кількість 235 U, які були в паливі на початку, вигоряння становить 100% FIFA (оскільки 235 U є розщеплюваним, а інші 95% важких металів, таких як 238 U, ні). Під час роботи реактора цей відсоток важко виміряти, тому перевага надається альтернативному визначенню. Це можна розрахувати, помноживши теплову потужність установки на час роботи і поділивши на масу початкового завантаження палива. Наприклад, якщо 3000 МВт теплова (еквівалент 1000 MW електричний з ефективністю 30%, що є типовим для LWR США) завод використовує 24 тонни збагаченого урану (tU) і працює на повній потужності протягом 1 року, середнє вигорання палива становить (3000 MW·365 d)/24 метричні тонни = 45,63 ГВт/т, або 45 625 MWd/tHM (де HM означає важкий метал, що означає актиноїди, такі як торій, уран, плутоній тощо).
Перетворення між відсотками та енергією/масою вимагає знання κ, теплової енергії, що виділяється за подію поділу. Типове значення 193,7 МеВ (3.1) теплової енергії на поділ (див. Поділ ядра). З цим значенням максимальне вигоряння 100% FIMA, яке включає в себе розщеплення не тільки матеріалів, що розщеплюються, але й інших нуклідів, що здатні до розщеплення, еквівалентно приблизно 909 ГВт/т. Інженери-ядерники часто використовують це, щоб приблизно оцінити 10% вигоряння як трохи менше 100 ГВт/т.
Фактичним паливом може бути будь-який актиноїд, який може підтримувати ланцюгову реакцію (тобто він розщеплюється), включаючи уран, плутоній та більш екзотичне трансуранове паливо. Цей вміст палива часто називають важким металом, щоб відрізнити його від інших металів, присутніх у паливі, наприклад, тих, що використовуються для оболонок . Важкий метал зазвичай присутній у вигляді металу або оксиду, але можливі інші сполуки, такі як карбіди або інші солі.

## Історія
Реактори покоління II зазвичай проектувалися для досягнення приблизно 40 ГВт/тU. Завдяки новітнім паливним технологіям, зокрема використанню ядерних отруйних речовин, ці самі реактори тепер здатні досягати до 60 ГВт/тU. Після такої кількості поділів, накопичення продуктів поділу отруює ланцюгову реакцію, тому реактор потрібно вимкнути та дозаправити.
Очікується, що деякі більш просунуті конструкції легководних реакторів досягнуть понад 90 ГВт/т високозбагаченого палива.
Реактори на швидких нейтронах мають більший імунітет до отруєння продуктами поділу і за своєю природою можуть досягати вищого вигорання за один цикл. У 1985 році реактор EBR-II Аргонської національної лабораторії дозволив металевому паливу вигоряти до 19,9%, або трохи менше 200 ГВт/т.
Модульний гелієвий реактор глибокого горіння (DB-MHR) може досягти 500 ГВт/т трансуранових елементів.
На електростанції високе вигорання палива бажане для:
- Скорочення часу простою на заправку
- Зменшення кількості необхідних свіжих ядерних паливних елементів і відпрацьованих ядерних паливних елементів, які утворюються при виробництві певної кількості енергії
- Зменшення потенціалу відведення плутонію з відпрацьованого палива для використання в ядерній зброї

Також бажано, щоб вигоряння було якомога рівномірнішим як всередині окремих паливних елементів, так і від одного елемента до іншого в паливному заряді. У реакторах із заправкою паливом в режимі онлайн тепловиділяючі елементи можна переміщувати під час роботи, щоб досягти цього. У реакторах без цієї установки можна використовувати точне розташування керуючих стрижнів, щоб збалансувати реактивність всередині активної зони, а також переміщення залишків палива під час зупинок, коли замінюється лише частина паливного заряду.
З іншого боку, є ознаки того, що збільшення вигоряння вище 50 або 60 ГВт/тU призводить до значних інженерних проблем і що це не обов’язково призводить до економічних вигод. Паливо з вищим вигоранням потребує вищого початкового збагачення для підтримки реактивності. Оскільки кількість одиниць роздільної роботи (ОРР) не є лінійною функцією збагачення, досягти вищого збагачення коштує дорожче. Існують також експлуатаційні аспекти палива з високим вигорянням, які пов'язані, зокрема, з надійністю такого палива. Основні проблеми, пов’язані з високим вигорянням палива:
- Підвищене вигорання висуває додаткові вимоги до оболонок палива, які повинні витримувати навколишнє середовище реактора протягом більш тривалого часу.
- Більш тривале перебування в реакторі вимагає більшої стійкості до корозії.
- Більше вигоряння призводить до більшого накопичення газоподібних продуктів ділення всередині твелу, що призводить до значного підвищення внутрішнього тиску.
- Більше вигоряння призводить до посиленого радіаційного зростання, що може призвести до небажаних змін у геометрії активної зони (дуга тепловиділяючої збірки або дужка твелу). Лук паливної збірки може призвести до збільшення часу падіння тяг керування через тертя між тягами керування та вигнутими направляючими трубками.
- Хоча паливо з високим вигорянням генерує менший об’єм палива для переробки, паливо має вищу питому активність.

## Вимоги до палива
У одноразових ядерних паливних циклах, які зараз використовуються у більшості країн світу, використані тепловиділяючі елементи утилізуються цілком як високоактивні ядерні відходи, а залишковий вміст урану та плутонію втрачається. Більше вигорання дозволяє використовувати більше розщеплюваного 235U і плутонію, отриманого з 238U, зменшуючи потреби паливного циклу в урані.

## Відходи
У прямоточних ядерних паливних циклах більше вигоряння зменшує кількість елементів, які необхідно заховати. Однак короткочасне випромінювання тепла, один з факторів, що обмежує глибокі геологічні сховища, відбувається переважно від продуктів ділення із середнім періодом життя, зокрема 137Cs (30,08 року напіврозпаду) і 90Sr (28,9 року напіврозпаду). Оскільки в паливі з високим рівнем вигоряння їх пропорційно більше, тепло, що виділяється відпрацьованим паливом, є приблизно постійним для даної кількості виробленої енергії.
Подібним чином у паливних циклах із ядерною переробкою кількість високоактивних відходів для даної кількості виробленої енергії не пов’язана тісно з вигорянням. Паливо з великим вигорянням генерує менший об’єм палива для переробки, але з більшою питомою активністю .
Необроблене відпрацьоване паливо з сучасних легководних реакторів складається на 5% з продуктів ділення та на 95% з актиноїдів (переважно з урану) і є небезпечним радіотоксичним, що потребує спеціального зберігання протягом 300 000 років. Більшість довготривалих радіотоксичних елементів є трансурановими, тому їх можна переробити як паливо. 70% продуктів поділу або стабільні, або мають період напіврозпаду менше одного року. Інші шість відсотків (129I і 99Tc) можуть бути перетворені в елементи з надзвичайно коротким періодом напіврозпаду (130I : 12,36 години;100Tc : 15,46 секунди). 93Zr, який має дуже довгий період напіврозпаду, становить 5% продуктів поділу, але може бути сплавлений ураном і трансурановими сполуками під час переробки палива або використаний для покриття з циркалоєвого сплаву, де його радіоактивність не має значення. Решта 20% продуктів поділу або 1% необробленого палива, для якого найдовше живучі ізотопи є 137Cs і 90Sr, вимагають спеціального зберігання лише протягом 300 років. Отже, маса матеріалу, що потребує спеціального зберігання, становить 1% від маси необробленого використаного палива. Стосовно 137
Cs або 90
Sr, ця «спеціальна опіка» може мати форму використання для опромінення їжі або як паливо в радіоізотопному термоелектричному генераторі. Оскільки самородні елементи стронцій і цезій та їхні оксиди — хімічні форми, в яких їх можна знайти в оксидах або металевому паливі — утворюють розчинні гідроксиди під час реакції з водою, їх можна відносно легко виділити з відпрацьованого палива та осадити в тверду форму для використовувати або утилізувати на наступному етапі, якщо потрібно. Якщо тритій не було видалено з палива на етапі, що передує цій водній екстракції, вода, яка використовується в цьому процесі, буде забруднена, вимагаючи дорогого розділення ізотопів або дозволяючи тритію розпадатися до безпечних рівнів, перш ніж воду можна буде випустити в біосферу.

## Розповсюдження ядерної зброї
Вигоряння є одним з ключових факторів, що визначають ізотопний склад відпрацьованого ядерного палива, інші - його вихідний склад і нейтронний спектр реактора. Дуже низьке вигоряння палива має важливе значення для виробництва збройового плутонію для ядерної зброї, щоб виробляти плутоній, який переважно складається з 239Pu з найменшою можливою часткою 240Pu та 242Pu.
Плутоній та інші трансуранові ізотопи виробляються з урану шляхом поглинання нейтронів під час роботи реактора. Хоча в принципі можливо вилучити плутоній із використаного палива та перенаправити його на використання зброї, на практиці існують величезні перешкоди для цього. Спочатку необхідно видалити продукти поділу. По-друге, плутоній необхідно відокремити від інших актиноїдів. По-третє, ізотопи плутонію, що розщеплюються, повинні бути відокремлені від ізотопів, що не розщеплюються, що є складнішим, ніж відокремлення ізотопів урану, що розщеплюються, від нерозщеплюваних, не в останню чергу тому, що різниця мас становить одну атомну одиницю замість трьох. Усі процеси вимагають роботи з сильно радіоактивними матеріалами. Оскільки існує багато простіших способів виготовлення ядерної зброї, ніхто не створював зброю з використаного палива з цивільних електричних реакторів, і, ймовірно, ніхто ніколи цього не зробить. Крім того, більшість плутонію, що виробляється під час роботи, розщеплюється. У тій мірі, в якій паливо переробляється на місці, як це пропонується для Інтегрального швидкого реактора, можливості для відволікання додатково обмежені. Тому виробництво плутонію під час експлуатації цивільного енергетичного реактора не є суттєвою проблемою.

## Вартість
В одній дисертації аспіранта Массачусетського технологічного інституту 2003 року робиться висновок, що «вартість паливного циклу, пов’язана з рівнем вигоряння 100 ГВт-день/тТМ, є вищою, ніж для вигоряння 50 ГВт-день/тТМ. Крім того, будуть потрібні витрати на розробку палива, здатного витримувати такі високі рівні опромінення. За нинішніх умов переваги високого вигоряння (менші швидкості викидів відпрацьованого палива та плутонію, деградовані ізотопи плутонію) не винагороджуються. Таким чином, для операторів атомних електростанцій немає стимулів інвестувати в паливо з високим вигоранням».
Дослідження, спонсороване програмами Університету ядерної енергетики, вивчало економічну та технічну доцільність більшого вигоряння в довгостроковій перспективі.